# Fim do Mundo (álbum)
Fim do Mundo é o primeiro álbum de estúdio do cantor e compositor brasileiro Thiago Pantaleão, lançado em 23 de setembro de 2022, através do selo Slap, da gravadora Som Livre. O álbum contém colaborações com Day Limns, Lukinhas, Pablo Bispo e Ruxell, com produção também incluindo Pablo Bispo e Ruxell. É principalmente um álbum de pop e rock com elementos de R&B.
Três singles foram lançados para promover o álbum: "Desculpa por Eu Não Te Amar", "Konoha" e "Mente Pra Mim".

## Lançamento e promoção
Em junho de 2022, Pantaleão assinou contrato com a Som Livre, para dar início ao seu primeiro álbum de estúdio com uma aposta num mix de pop e rock e R&B para o primeiro álbum da carreira. A arte de capa, a lista de faixas e a data de lançamento do álbum foram reveladas no dia 15 de setembro de 2022, juntamente com o pré-lançamento do disco na plataforma Spotify. Pantaleão revelou, em suas redes sociais, que, no disco, ele quis mostrar um pouco sobre sua própria essência, tanto como ser humano, quanto artista, a fim de dar valor para sua própria existência.

## Divulgação

### Singles
- "Desculpa por Eu Não Te Amar" foi lançada como primeiro single do álbum em 22 de julho de 2022.
- "Konoha" foi lançada como segundo single do álbum em 22 de setembro de 2022.
- "Mente Pra Mim" foi lançada como terceiro single do álbum em 22 de setembro de 2022.

### Apresentações ao vivo
A primeira vez que Thiago Pantaleão interpretou o primeiro single do álbum, "Desculpa por Eu Não Te Amar" foi em 27 de setembro de 2022 no programa Música Boa Ao Vivo, do Multishow. Em 18 de outubro, Pantaleão performou "Desculpa por Eu Não Te Amar" no pré-show do Prêmio Multishow de Música Brasileira 2022. Em 29 de outubro, Pantaleão performou "Desculpa por Eu Não Te Amar" no Caldeirão com Mion, da TV Globo. Em 31 de outubro, Pantaleão performou a canção no TVZ.

## Lista de faixas
| N.º            | Título                                 | Compositor(es)                                                       | Produtor(es)                       | Duração |  |
| 1.             | "Joga Na Minha Cara"                   | Gondim Lukinhas Marcello Azevedo Pablo Bispo Ruxell Thiago Pantaleão | Bispo Ruxell Gondim                | 3:28    |  |
| 2.             | "Desculpa por Eu Não Te Amar"          | Gondim Multi Bispo Ruxell Pantaleão                                  | Bispo Ruxell Gondim                | 3:06    |  |
| 3.             | "Mente Pra Mim"                        | Anchietx Feyjão Gondim Lukinhas Bispo Ruxell Pantaleão               | Bispo Ruxell Gondim                | 2:38    |  |
| 4.             | "Lambo"                                | Gondim Multi Bispo Ruxell Pantaleão                                  | Bispo Ruxell Gondim                | 2:15    |  |
| 5.             | "Pedacinho de Mim" (com Pablo Bispo)   | Fraga Gondim Maffalda Bispo Ruxell Pantaleão                         | Maffalda                           | 2:44    |  |
| 6.             | "Konoha" (com Lukinhas)                | Gondim Lukinhas Multi Bispo Ruxell Pantaleão                         | Bispo Ruxell Gondim                | 3:19    |  |
| 7.             | "Fim do Mundo"                         | Sydney Sousa Fraga Gondim Morello Multi Bispo Ruxell Pantaleão       | Bispo Ruxell Gondim Batooke Native | 2:44    |  |
| 8.             | "Teu Pescoço" (com Day Limns e Ruxell) | Day Limns Gondim Bispo Ruxell Pantaleão                              | Bispo Ruxell Gondim                | 2:55    |  |
| 9.             | "Tudo Em Seu Lugar"                    | Gondim Multi Bispo Ruxell Pantaleão                                  | Bispo Ruxell Gondim                | 2:34    |  |
| Duração total: | Duração total:                         | Duração total:                                                       | Duração total:                     | 25:45   |  |

## Histórico de lançamento
| Região | Data                   | Formato(s)       | Gravadora(s)   | Ref.   |
| ------ | ---------------------- | ---------------- | -------------- | ------ |
| Várias | 23 de setembro de 2022 | Download digital | Slap Som Livre | [ 11 ] |